# AVEC
AVEC (* 1995 in Oberösterreich als Miriam Hufnagl) ist eine österreichische Songwriterin und Musikerin (Gesang, Gitarre).

## Leben
Miriam Hufnagl wuchs in Vöcklabruck in Oberösterreich auf und lernte zunächst Geige. Im Alter von zwölf Jahren schrieb sie erste Lieder in englischer Sprache, mit vierzehn Jahren brachte sie sich im Selbststudium das Gitarrespiel bei, zu ihren Vorbildern zählte damals Taylor Swift. Für ein Lehramtsstudium (Geschichte und Englisch) pendelt sie nach Salzburg.
In der Ballade Granny verarbeitete sie 2015 ihren eigenen Umgang mit der Alzheimer-Erkrankung ihrer Großmutter, der Song wurde auch für einen TV-Spot eines deutschen Privatsenders verwendet. Begleitet wird sie von Andreas Häuserer (E-Gitarre, Backing Vocals, Co-Produzent), Veronika Sterrer (Piano, Backing Vocals) Thomas Gieferl (Schlagzeug, Percussion, Backing Vocals) und Matthias Zeindlhofer (Bass, Posaune, Percussion, Backing Vocals). Im November 2015 wurde AVEC FM4 Soundpark Act des Monats. Im Rahmen der Amadeus-Verleihung 2016 war sie für Heartbeats in den Kategorien Künstlerin des Jahres, Alternative sowie für den FM4-Award nominiert, Heartbeats war außerdem für den Tonstudiopreis nominiert. Im September 2016 veröffentlichte sie ihr Debütalbum What If We Never Forget, mit dem sie in die österreichischen Album-Charts einstieg, und startete eine Tournee durch Österreich, Deutschland, Ungarn und die Schweiz.
Am 14. September 2018 wurde mit Heaven/Hell ihr zweites Album veröffentlicht. Im Juli 2019 trat sie zum zweiten Mal nach ihrem Debüt im Sommer 2016 beim Wiener Popfest auf, 2019 mit sechsköpfiger Band, 2016 mit zwei Personen. Im Februar 2020 veröffentlichte sie die Single Dance Solo, in der sie über ein Beziehungsaus sang. Ende März 2020 veröffentlichte sie ihr drittes Album Homesick.
Im August 2022 trat sie als Vorband von James Blunt auf.
2024 gründete Avec das Musiklabel Jim Bob Records, benannt nach dem Spitznamen Jim Bob, den ihre Mutter ihrem verstorbenen Bruder, Avecs Onkel, gegeben hatte. Nach seinem Tod widmete Avec ihrem Onkel die Ballade I Don’t Pray. Im Jänner 2025 veröffentlichte sie ihr viertes Album Avec.

## Auszeichnungen und Nominierungen

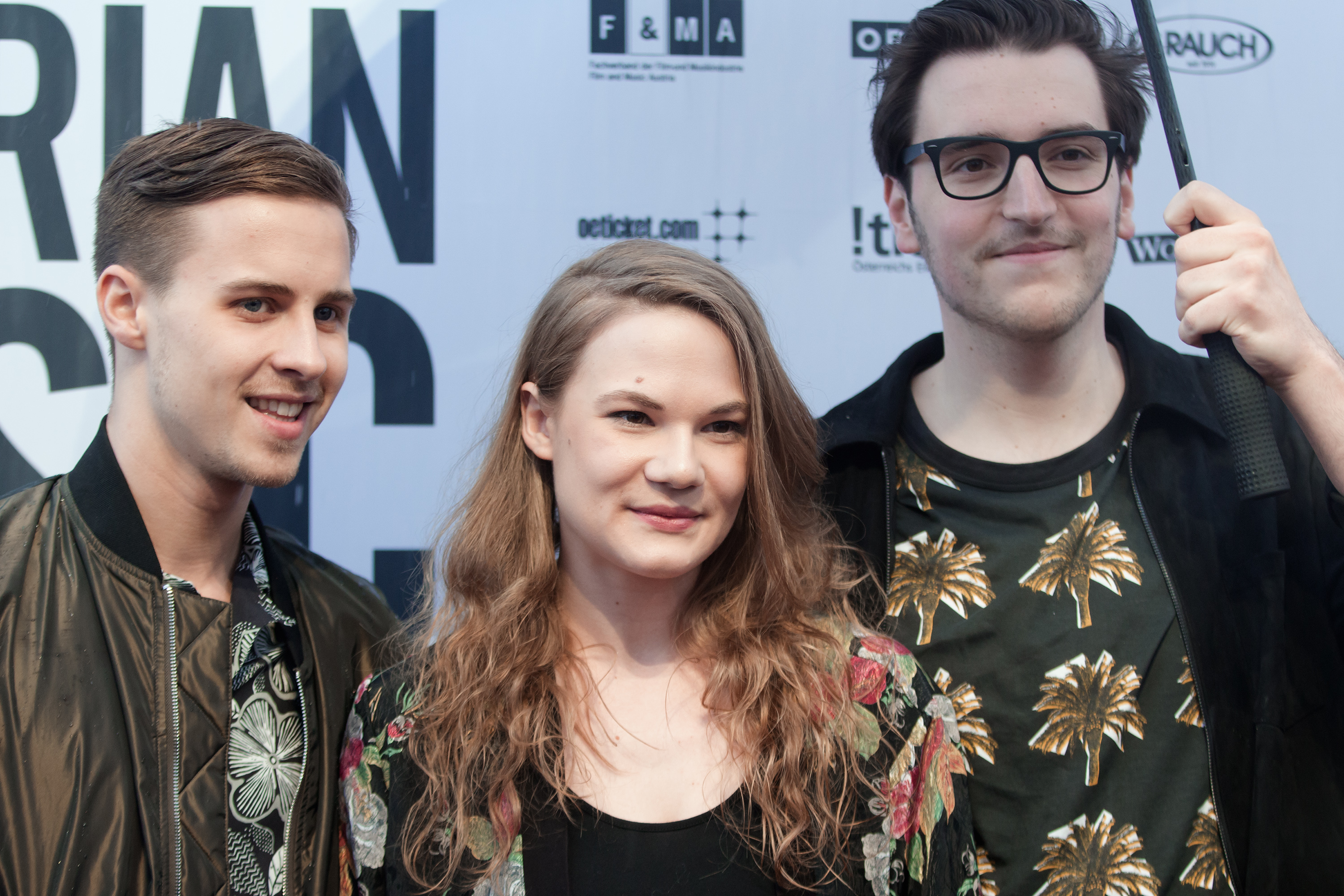
AVEC bei der Amadeus-Verleihung 2017 im Volkstheater in Wien

- 2016: Amadeus-Verleihung 2016 – Nominierung in den Kategorien Künstlerin des Jahres, Alternative und für den FM4-Award
- 2017: Amadeus-Verleihung 2017 – Nominierung in der Kategorie Künstlerin des Jahres und für den FM4-Award[21][22]
- 2019: Music Moves Europe Talent Award (MMETA) in der Kategorie Singer-Songwriter (bis 2018 European Border Breakers Award)[23]
- 2019: Amadeus-Verleihung 2019 – Auszeichnung in der Kategorie Alternative, Nominierung für den Tonstudiopreis Best Sound und den FM4 Award[24][25]
- 2019: Hubert-von-Goisern-Preis[26]
- 2021: Amadeus-Verleihung 2021 – Nominierung für den FM4-Award[27] und in der Kategorie Alternative[28]

## Diskografie
Alben
- 2016: What If We Never Forget
- 2018: Heaven / Hell
- 2020: Homesick
- 2025: Avec[29]

Singles und EPs
- 2015: Granny
- 2015: Dead
- 2015: Heartbeats (EP)
- 2018: Under Water
- 2019: Home
- 2020: Dance Solo
- 2020: Mona
- 2021: I don't pray
- 2022: Nothing to Me[30]